# Steve Fuller

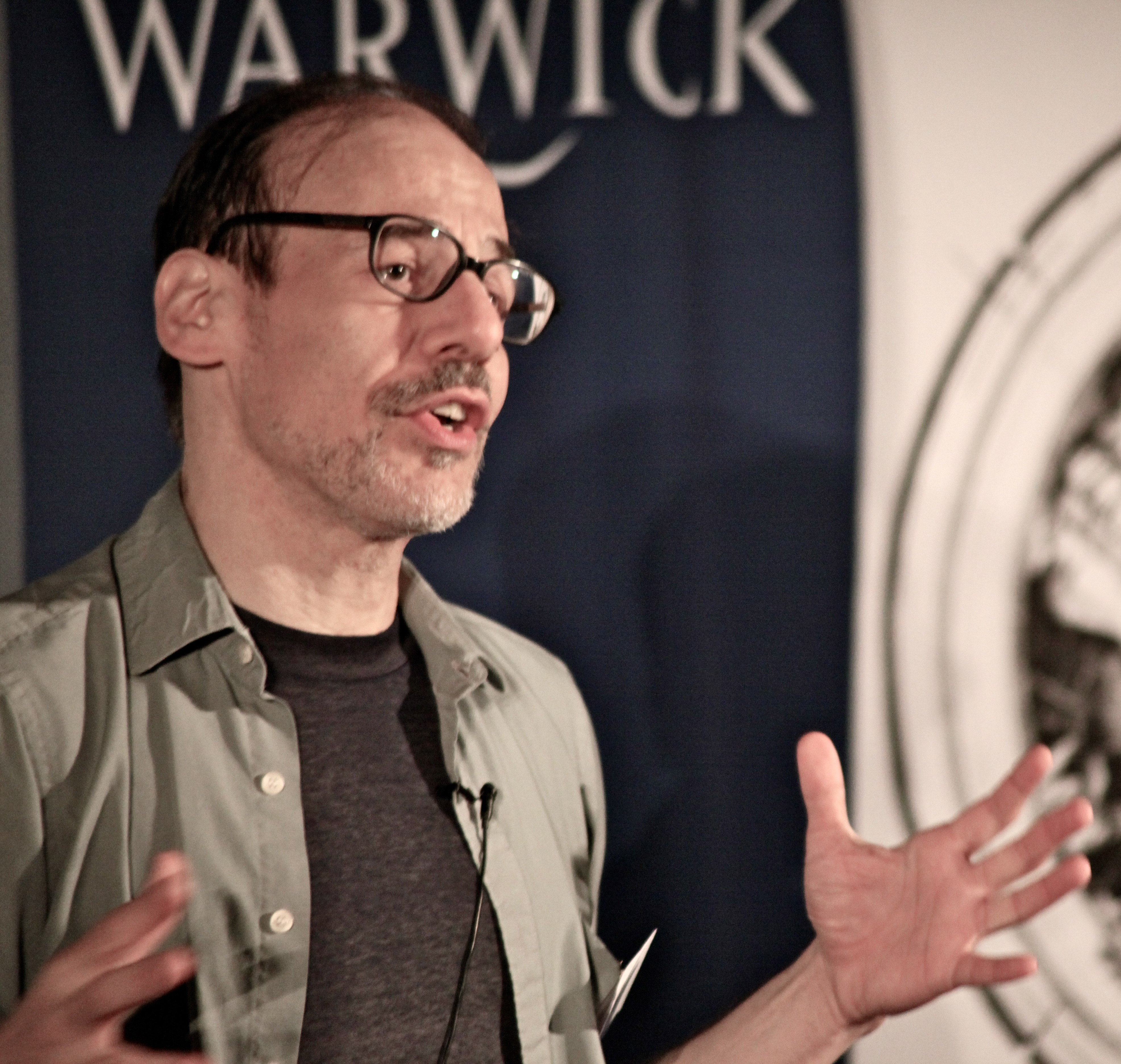
Steve Fuller in 2011.

Steve William Fuller (New York, 12 juli 1959) is een Amerikaans filosoof-socioloog, die zich vooral heeft toegelegd op wetenschapsfilosofie en -sociologie, maar daarnaast ook heeft gepubliceerd over onderwerpen zoals intelligent design en transhumanisme. 
Zelf beschrijft hij zijn werk ook als sociale epistemologie. Dit verstaat hij als een normatieve discipline die wetenschap en onze huidige omgang met kennis niet enkel wil beschrijven, maar ook wil bekritiseren en bijsturen. Hij bekritiseert in dit opzicht vooral ook traditionele wetenschapsfilosofie en -sociologie, bijvoorbeeld het werk van Thomas Kuhn of Bruno Latour, dat volgens Fuller niet kritisch staat tegenover wetenschappers, maar hun werk enkel legitimeert door hun onvoorwaardelijke autonomie te gunnen. Zijn positie wordt vaak geassocieerd met een vorm van sociaal constructivisme.
Fuller heeft zich ook meermaals uitgesproken over intelligent design, waar hij positief tegenover staat. Hij publiceerde er onder meer twee boeken over, namelijk Science vs. religion?: intelligent design and the problem of evolution (2007) en Dissent over descent: intelligent design's challenge to Darwinism (2008). Eerder, in 2005, getuigde hij ook in de Dover-rechtszaak en pleitte ervoor dat intelligent design als wetenschap gezien kon worden.
Verder heeft Fuller ook een aantal publicaties over transhumanisme, waar hij ook een voorstander van is.